# Les Humanoïdes Associés
Les Humanoides Associés är ett franskt serieförlag. Det grundades 1974 av serieskaparna Mœbius, Philippe Druillet, Bernard Farkas och journalisten och skribenten Jean-Pierre Dionnet. Förlaget grundades för att dels publicera album och dels för att publicera tidningen Métal Hurlant.

## Historik
Under förlagets första år hade det en stor påverkan på seriekulturen i Europa, och en amerikansk upplaga av tidningen Métal Hurlant startades 1977 under namnet Heavy Metal. Efter ett par år blev dock den amerikanska tidningen självständig. Till de serieskapare vars verk ges ut av förlaget hör Mœbius, Alexandro Jodorowsky och Enki Bilal. Förutom Métal Hurlant har en del övriga tidningar publicerats ut av förlaget; bland dessa kan nämnas Métal Aventure,  Ah! Nana, och Rigolo. 1988 köptes förlaget och hela dess katalog av den då 23-årige, schweiziske förläggaren Fabrice Giger.
1998 startades ett amerikanskt systerföretag, Humanoids Publishing, främst för att ge ut delar av förlagets katalog på engelska. Man siktade även på att starta en ny utgivning av Métal Hurlant, denna gång i vanligt serietidningsformat. Tidningen kom ut på engelska, franska, spanska och portugisiska – överallt under det franska namnet Métal Hurlant.
I två stora satsningar, dels en egen, och dels en tillsammans med DC Comics, har man försökt att ta sig in på den amerikanska marknaden. Försöken har ännu inte slagit väl ut. Den nystartade amerikanska tidningens sista nummer kom 2004.